# Cerrar los ojos
Cerrar los ojos (dt.: „Die Augen schließen“, internationaler Titel: Close Your Eyes) ist ein spanischer Spielfilm von Víctor Erice aus dem Jahr 2023. Das Drama behandelt die Themen Erinnerung und Identität und stellt das plötzliche Verschwinden eines bekannten Filmschauspielers aus der Sicht eines befreundeten Filmregisseurs in den Mittelpunkt. Die Hauptrollen übernahmen José Coronado und Manolo Solo.
Erices erster Spielfilm seit über drei Jahrzehnten kam im September 2023 in die spanischen Kinos. Die Premiere erfolgte im Mai 2023 beim Filmfestival von Cannes.

## Handlung
Die Redaktion einer Reality-Fernsehsendung, die über vermisste Personen berichtet, nimmt Kontakt zu Miguel Garay auf. Der frühere Filmregisseur und Drehbuchautor lebt mittlerweile zurückgezogen im Ruhestand und hat sich dem Fischen als Hobby verschrieben. Garay drehte nur einen Film, während ein weiteres Projekt im Jahr 1990 unvollendet blieb. In diesem sollte der in Spanien bekannte Schauspieler Julio Arenas auftreten. Garay und Arenas kannten sich seit ihrer gemeinsamen Zeit beim Militär und waren enge Freunde. Beide liebten Abenteuer und hatten sogar dieselben Freundinnen. Beim gemeinsamen Filmdreh an einer Felsküste verschwand der 46-jährige Schauspieler jedoch spurlos. Einzig seine Schuhe und sein Auto blieben zurück. Der erfolgreiche Julio fürchtete das Älterwerden und hatte Angst um seine Karriere. Obwohl seine Leiche nie gefunden wurde, ging die Polizei von einem Unfalltod aus.
Von Garays unvollendetem Spielfilm sind nur die Eröffnungs- und Schlusssequenz fertiggestellt worden. Er überlässt gegen Bezahlung der Fernsehredaktion Teile seines Materials und erklärt sich auch bereit, in der Sendung aufzutreten. Emotional von den Erinnerungen mitgenommen, beschließt Garay, Kontakt zu Menschen aus seiner Vergangenheit aufzunehmen. Er will herausfinden, was seinem Freund Julio tatsächlich zugestoßen ist.

## Entstehungsgeschichte

### Drehbuchvorlage

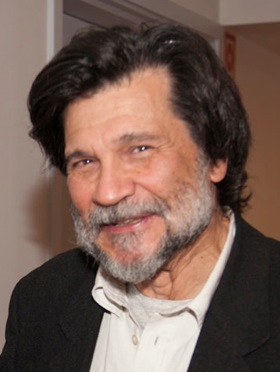
Regisseur und Drehbuchautor Víctor Erice (2013)

Cerrar los ojos ist der vierte Spielfilm des spanischen Regisseurs Víctor Erice nach Das Licht des Quittenbaums (1992). Das Drehbuch verfasste er ab Herbst 2021 gemeinsam mit Michel Gaztambide. Das Werk behandelt die Themen Identität und Erinnerung. Auch soll es Anspielungen auf Erices Spielfilm El Sur (Der Süden) (1983), den Schriftsteller Juan Marsé und dessen Literaturverfilmung El embrujo de Shanghai geben. Erice war 1994 mit einer Adaption für das Kino beauftragt worden. Nach dreijähriger Arbeit am Skript, zum Teil mit Antonio Drove als Co-Autor, hatte die Produktion im Jahr 1998 begonnen. Im März 1999 kam das Projekt zum Erliegen und Erice wurde herausgedrängt. Marsé verfasste daraufhin mit dem Filmregisseur Fernando Trueba ein eigenes Drehbuch und vollendete den Film im Jahr 2002 unter demselben Titel. Nach diesen Erlebnissen drehte Erice in den folgenden 30 Jahren nur noch eine Hand voll Kurzfilme und widmete sich mit Abbas Kiarostami einer filmischen Korrespondenz (Víctor Erice: Abbas Kiarostami: Correspondencias, 2007). Die Sequenzen des in Cerrar los ojos vorkommenden abgebrochenen Films sollen in einem französischen Schloss namens Triste le Roy spielen und eine Hommage an das Werk des argentinischen Schriftstellers Jorge Luis Borges (1899–1986) darstellen, des Mitbegründers des Magischen Realismus.

### Stab und Produktion
Erstmals über das Projekt wurde Anfang Juli 2022 berichtet, als der andalusische öffentlich-rechtliche Rundfunksender Canal Sur bekanntgab, den Film als Koproduzent mitzufinanzieren. Die Produktion hatte ursprünglich unter Ausschluss der Öffentlichkeit weiter fortgesetzt werden sollen. Für die Hauptrollen wurden José Coronado als Julio Arenas und Manolo Solo als Miguel Garay verpflichtet. Zum weiteren Schauspielensemble gehörten María León, Petra Martínez, Soledad Villamil, Ana Torrent, Mario Pardo, Elena Miquel und José María Pou. Mit der einstigen Kinderdarstellerin Torrent hatte Erice bereits an seinem erfolgreichen Regiedebüt Der Geist des Bienenstocks (1973) zusammengearbeitet.
Ein Drehstart war für Oktober 2022 geplant. Nach Dreharbeiten in verschiedenen Orten in den spanischen Provinzen Granada (darunter Castell de Ferro, Dúrcal und Nigüelas), Almería (Aguadulce) und Asturien wurden die letzten Szenen im Dezember 2022 in Madrid gedreht.
Für die Produktion zeichneten José Alba (Pecado Films), Cristina Zumárraga (Támdem Films) und Regisseur Erice mit seiner Firma Nautilus verantwortlich. Ebenfalls beteiligt war unter anderem die argentinische Pampa Films. Als Kameramann fungierte Valentín Álvarez, mit dem Erice bereits an seinem Kurzfilm La morte rouge (2006) und an Vidros Partidos (2012) zusammengearbeitet hatte. Sein bis dahin letztes Werk war mit weiteren Beiträgen von Pedro Costa, Aki Kaurismäki und Manoel de Oliveira in dem Dokumentarfilm Centro Histórico aufgegangen. Weiterhin wurden für Cerrar los ojos Curru Garabal (Szenenbild), Helena Sanchis (Kostümdesign), Ascen Marchena (Schnitt) und Federico Jusid (Filmmusik) verpflichtet. Für den Ton griff Erice auf Iván Marín zurück, der zuvor am Projekt mit Abbas Kiarostami mitgewirkt hatte.

## Veröffentlichung
Am 22. Mai 2023 wurde Cerrar los ojos in der Sektion Premières des 76. Filmfestivals von Cannes uraufgeführt. Der Film wurde am 29. September 2023 im Verleih von Avalon Distribución Audiovisual in den spanischen Kinos veröffentlicht.
Die internationalen Verwertungsrechte sicherte sich das Unternehmen Film Factory Entertainment.

## Auszeichnungen
Goya 2024
- Nominierung als Bester Film
- Nominierung für die Beste Regie (Víctor Erice)
- Nominierung für das Beste Originaldrehbuch (Víctor Erice & Michel Gaztambide)
- Nominierung als Bester Hauptdarsteller (Manolo Solo)
- Auszeichnung als Bester Nebendarsteller (Jose Coronado)
- Nominierung als Beste Nebendarstellerin (Ana Torrent)
- Nominierung für die Beste Produktionsleitung (María José Díez)
- Nominierung für die Beste Kamera (Valentín Álvarez)
- Nominierung für den Besten Schnitt (Ascen Marchena)
- Nominierung für das Beste Szenenbild (Curru Garabal)
- Nominierung für den Besten Ton (Iván Marín, Juan Ferro & Candela Palencia)